# Power Macintosh 6400
A Power Macintosh 6400 számítógépet az Apple gyártotta és forgalmazta 1996. október 23. és 1997. május 1. között. A Power Macintosh 6400 a Power Macintosh számítógép-családba tartozott. A Power Macintosht szokás Power Mac-ként vagy PM-ként említeni szóban és írásban, az Apple hivatalosan az első G4-es Power Macnél használta a Power Mac megnevezést.
A Power Macintosh 6400 volt az utolsó PM, amelyből az Apple a Performa változatokat forgalmazott. A Performa 6400 és variációi voltak az egyetlen Performa jelzéssel elérhető torony házú rendszer.
A PM 6400 – a PM 5400 és Performa 6360 gépekhez hasonlóan – a fejlesztés során Alchemy kódnevű, 64-bites adatbuszos alaplapot kapta. A PowerPC 603e processzort minden PM 6400 verzióban az alaplapra forrasztottak. A processzor hőleadását hűtőbordákkal vezették el, nem használtat ventilátort.
A PM 6400 beépített mélynyomó hangszóróval rendelkezett, támogatta az SRS térhatású hangzást. A ház hátulján található gomb szabályozta a mélynyomó mély hang szintet, a gomb csak akkor működött, ha külső hangszórók voltak csatlakoztatva. Két hangkimeneti csatlakozó is volt, egy az előlapon és egy a hátoldalon.

## Power Macintosh 6400 modellek
- 1996. augusztus 5.[4] Performa 6400/180, 180 MHz-es CPU, csak Észak-Amerikában forgalmazták
- 1996. augusztus 5.[4] Performa 6400/200, 180 MHz-es CPU, csak Észak-Amerikában forgalmazták
- 1996. augusztus 5.[4] Performa 6400/200 Video Editing Edition, a Performa 6400/200 Avid Cinema video I/O kártyával és videoszerkesztő szoftverrel, valamint 32 MB RAM-mal
- 1996. október 23. Power Macintosh 6400/200, az észak-amerikai és a brit oktatási piacokon forgalmazták
- 1996. november 12. Performa 6410: megegyezik az Európában és Ázsiában értékesített Performa 6400/180-zal
- 1996. november 12. Performa 6420: Megegyezik az Európában és Ázsiában forgalmazott Performa 6400/200-zal

#### Technikai leírás
A álló házas gép súlya 20,2 kg, magassága 406 mm, szélessége 198 mm és mélysége 429 mm volt. A számítógépet 200 MHz-es PowerPC 603e processzor vezérelte (L1 cache: 32kB, L2 cache: 256k), a rendszerbusz 40 MHz-en működött. Az adatokat a 2,4 GB IDE belső merevlemezre lehetett elmenteni. Külső adattárolási lehetőséget az 1,44 MB kapacitású hajlékonylemez meghajtó és 8x CD-ROM kínált. A gépet System 7.5.3 operációs rendszerrel szállították. Az alaplapra 8 MB memória került. A kettő memória helyre az alapkonfigurációban 16 MB (70 ns) memóriát ültettek, maximálisan 136 MB kezelésére volt képes a gép a gyári specifikáció szerint. A számítógépnek nem volt saját kijelzője. A videó-kimeneten át 800x600 képpont felbontású jelet adott ki. A kép megjelenítést 1 MB videó-memória támogatta. A gépnek nem volt Ethernet csatlakozása és beépített 28.8k (belső) modeme volt. A gépnek a következő csatlakozói voltak: egy ADB, egy DB-25 SCSI-hoz, két Geoport* GeoPort, és egy mikrofon (Plain Talk). A gép bővíthetőségét szolgálta egy LC PDS bővítőhely. Külső SCSI eszköz (merevlemez) csatlakoztatására is volt lehetőség.

#### Technikai adatok táblázatban
A táblázat nem tartalmazza az összes műszaki paramétert. Az egyes modelleknél a bemutatáskor érvényes adatokat soroljuk fel, a későbbi frissítéseket nem. Az adatok az Apple adatlapjáról származnak, a hiányzó adatok – egyes gépeknél a kivezetés időpontja, az összes kijelző adat, üzemóra adat... – az Everymac.com oldalról és a Mactracker alkalmazásból valók.
| Gép nevebemutatva kivezetveoperációs rendszer   | Méretmagasság szélesség mélység súly | Processzorprocesszor @órajel L1 és L2 cacherendszerbusz | Memóriaalap max. @sebességhely, típus            | Háttértármerevlemezkülső adathordozó | Kijelzőmérete felbontása (képpont)           | Grafikavideókártyamemória (max.) VRAM típus | Csatlakozók, bővíthetőségEthernetmodembelső bővítőhelyegyéb     |
| ----------------------------------------------- | ------------------------------------ | ------------------------------------------------------- | ------------------------------------------------ | ------------------------------------ | -------------------------------------------- | ------------------------------------------- | --------------------------------------------------------------- |
| PM 64001996. okt. 23. 1997. máj. 1.System 7.5.3 | 406x198x429 mm 20,2 kg álló házas    | PowerPC 603e @200 MHz L1: 32kB L2:256kBusz: @40 MHz     | 16 MB max: 136 MB @70 nskettő hely, 168-pin DIMM | 2.4 GB (IDE)8x CD-ROM                | nincs kijelző.Videókimenet: 800x600 képpont. | nincs1 MB / 1 MB Integrált                  | –Modem: 28.8k (belső)két LC PDS, egy Comm, egy Video Be, egy TV |

## Power Macintosh számítógépek az időben
| A Power Macintosh számítógépek idővonalon |
| --- |
| |
| A színek kezdete a bemutató időpontja, a forgalmazás több esetben is hónapokkal később kezdődött. Megeshet, hogy egy csík végét kitakarja egy másik csík eleje. Előfordul, hogy a gyártás befejezését követően még egy ideig forgalomban marad a gép adott verziója. A 6100/66 géppel kezdődő sorok az asztali, fekvő Power Macintoshok, a 8100/80 géppel kezdődő sorok az álló Power Macintosok, a kis álló házat szürke csík jelöli. Az 5200/75 LC géppel kezdődő sorok a kijelzővel egybeépített Power Macintoshok. Az Apple adatlapokon nem szereplő adatok forrása az EveryMac. |

#### Fordítás
Ez a szócikk részben vagy egészben  a   Power Macintosh 6500 című angol Wikipédia-szócikk ezen változatának fordításán alapul.  Az eredeti cikk szerkesztőit annak laptörténete sorolja fel. Ez a jelzés csupán a megfogalmazás eredetét és a szerzői jogokat jelzi, nem szolgál a cikkben szereplő információk forrásmegjelöléseként.